# Navio-farol

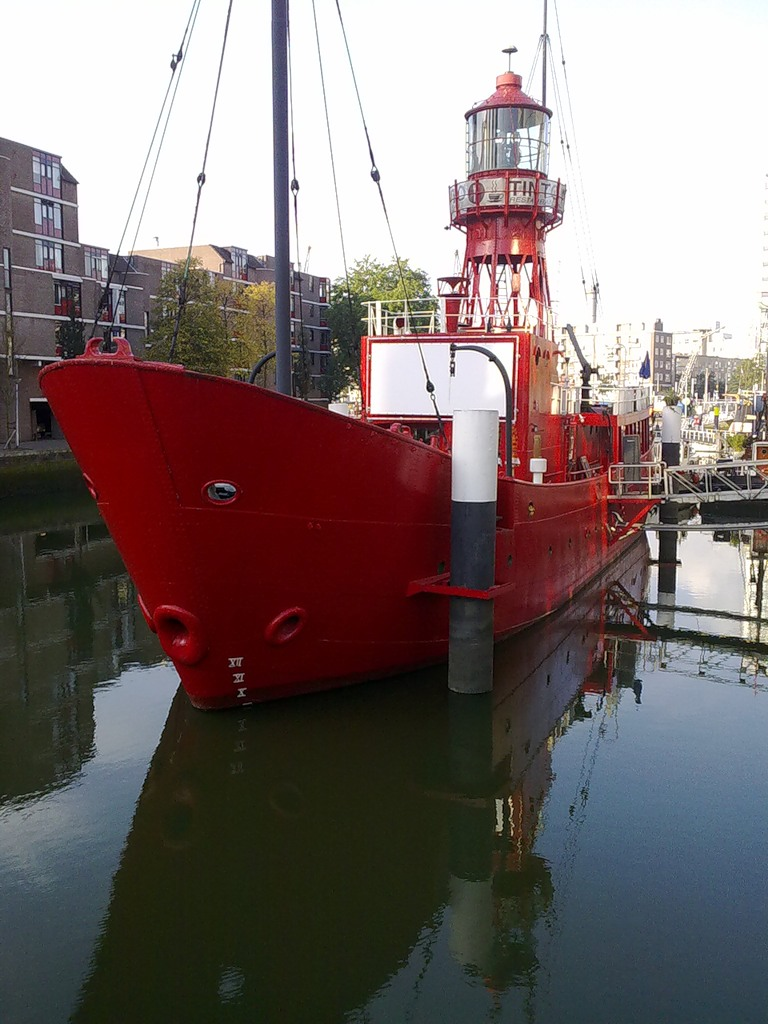
Navio-farol no porto de Roterdão, nos Países Baixos.

Um navio-farol (pl. navios-faróis)  é um tipo de navio adaptado para operar como um farol. Estes navios são fundeados por forma a assinalarem perigos à navegação em locais onde de não é possível construir um farol tradicional.
Esta situação ocorre habitualmente em zonas onde há cabeços ou escolhos muito próximos da superfície, mas onde as águas em seu redor são muito profundas, inviabilizando a construção de uma estrutura desde o fundo.
O primeiro foi uma galé romana do tempo de Júlio César. No alto do mastro, um braseiro de ferro com carvão incandescente iluminava o céu noturno, e suas brasas muitas vezes caíam sobre os corpos suados dos remadores escravos, acorrentados na parte inferior. Com a queda do Império Romano do Ocidente, os navios farol da época sumiram.
O primeiro real navio-farol documentado foi colocado no banco de areia de Nore, na foz do rio Tâmisa, em Inglaterra em 1732.
Os navios-faróis tem vindo a ser substituídos por boias com luzes, uma vez que atualmente a fiabilidade do aparelho ótico (luz) e a gestão por telemetria, à semelhança do que se passa em terra, dispensa a intervenção humana, outra das razões para ter um navio, que para além de armazenar o combustível para gerar a luz, abrigava os faroleiros.